# Josef Hamerl
Pour les articles homonymes, voir Hamerl.
Josef Hamerl, dit Pepi Hamerl (né le 22 janvier 1931 en Autriche et mort le 15 juillet 2017), est un joueur de football international autrichien, qui évoluait au poste d'attaquant.

## Biographie

### Carrière en club
Avec le Wiener Sport-Club, Pepi Hamerl remporte deux championnats d'Autriche. Il inscrit 18 buts en championnat lors de la saison 1957-1958, puis 19 buts lors de la saison 1958-1959, et enfin 20 buts en 1959-1960.
Il joue par ailleurs 12 matchs et inscrit 5 buts en Coupe d'Europe des clubs champions. Le 1er octobre 1958, il inscrit un quadruplé face au club italien de la Juventus, avec à la clé une très large victoire sur le score de 7-0.

### Carrière en sélection
Avec l'équipe d'Autriche, Pepi Hamerl joue 9 matchs (pour 2 buts inscrits) entre 1958 et 1962. 
Il joue son premier match en équipe nationale le 23 mars 1958 contre l'Italie et son dernier le 5 janvier 1962 face à l'Égypte. Il inscrit un but le 14 mai 1958 face à la république d'Irlande, puis un second le 22 juin 1960 face à la Norvège.
Il figure dans le groupe des sélectionnés lors de la Coupe du monde de 1958. Il ne joue toutefois aucun match lors du mondial organisé en Suède.

## Palmarès
Wiener Sport-Club
- Championnat d'Autriche (2) :
  - Champion : 1957-58 et 1958-59.